# 漢密爾頓鎮區 (印地安納州特拉華縣)
漢密爾頓鎮區（英語：Hamilton Township）是位於美國印地安納州特拉華縣的一個行政鎮區。

## 地方資料
根據2010年美國人口普查的數據，漢密爾頓鎮區的面積為77.10平方千米，當中陸地面積為76.90平方千米，而水域面積為0.20平方千米。當地共有人口7206人，而人口密度為每平方千米93.46人。